# عبد الكريم داود (رياضي)
عبد الكريم داود (مواليد 19 أغسطس 1970) هو رياضي يمني سابق في سباقات المضمار والميدان، شارك في عدو المسافات الطويلة. مثل اليمن الشمالي في دورة الألعاب الأولمبية الصيفية لعام 1988 في سباق 10,000 متر رجال وانتهى بالمركز الحادي والعشرين في التصفيات، وفشل في التقدم. 